# Wustrow (Lanz)
Wustrow ist ein bewohnter Gemeindeteil der Gemeinde Lanz des Amtes Lenzen-Elbtalaue im Landkreis Prignitz in Brandenburg.

## Geografie
Der Ort liegt drei Kilometer westlich von Lanz und sechs Kilometer südöstlich von Lenzen (Elbe), dem Sitz des Amtes Lenzen-Elbtalaue.
Nachbarorte sind Ferbitz im Norden, Lanz im Osten, Bernheide, Jagel, Mittelhorst und Lütkenwisch im Südosten, Schnackenburg im Süden, Holtorf im Südwesten, Elbholz und Pevestorf im Westen, sowie Gandow im Nordwesten.

## Geschichte
Der aus dem Slawischen stammende Ortsname leitet sich vom Wort für „Insel“ ab, vgl. tschechisch ostrov.
Um 1800 gehörte der Ort zum Lenzenschen Kreis in der Provinz Prignitz, Teil der Kurmark der Mark Brandenburg. In einer Beschreibung der Mark Brandenburg aus dem Jahr 1804 werden das Dorf und das Gut Wustrow mit insgesamt 171 Einwohnern angegeben und als Besitzer wird der Generalfeldmarschall von Möllendorf in Berlin genannt. Hier ansässig waren seinerzeit zwei Kossäten, vier Büdner, zehn Ganzbauern und 14 Einlieger. Darüber hinaus gehörten 104 Morgen Holz zum Ort und es waren 52 Feuerstellen vorhanden. Die Dorfkirche war damals eine sogenannte Mutterkirche der Inspektion Lenzen und der Adressort war ebenso Lenzen.